# La era del rock
La era del rock (2012) —en inglés: «Rock of Ages»— es una película estadounidense de comedia musical dirigida por Adam Shankman. La película es una adaptación del musical de Broadway Rock of Ages de Chris D'Arienzo. Originalmente programada para entrar en producción en el verano de 2010 para su lanzamiento en el 2011, con el tiempo inició su producción en mayo de 2011 y se estrenó el 15 de junio de 2012.
La película está protagonizada por la cantante de country Julianne Hough y Diego Boneta con un reparto coral que incluye a Tom Cruise, Russell Brand, Catherine Zeta-Jones, Kevin Nash, Paul Giamatti, Malin Åkerman, Alec Baldwin y Mary J. Blige. La película cuenta con la música de varios artistas de rock de los años 80, incluyendo a Bon Jovi, Guns N' Roses, David Lee Roth, Joan Jett, Def Leppard, Foreigner, Journey, Poison, Pat Benatar, Whitesnake, Twisted Sister, Scorpions, REO Speedwagon entre otros.

## Argumento
En 1987, Sherrie Christian (Julianne Hough) llega a Los Ángeles con el sueño de convertirse en una cantante famosa, mientras que el barman Drew Boley (Diego Boneta) se prepara para otra noche de trabajo en el Bourbon Room ("Sister Christian / Just Like Paradise / Nothin' But A Good Time"). Cuando Sherrie se acerca al Bourbon su maleta es robada, incluidos sus discos. Al ver el incidente, Drew trata de atrapar al ladrón, pero falla. Consuela a Sherrie y al enterarse de su situación, le consigue un trabajo en el Bourbon Room como camarera.
El dueño del club, Dennis Dupree (Alec Baldwin), y su mano derecha, Lonny Barnett (Russell Brand), están tratando de encontrar una manera de lidiar con los impuestos no pagados que amenazan al club, para mantener viva su pasión por el rock 'n' roll. Drew y Sherrie van a Tower Recoords donde confiesan que quieren ser famosos roqueros ("Jukebox Hero / I Love Rock 'n' Roll"), allí se comprometen, iniciando una relación. Con la esperanza de recaudar dinero suficiente y cancelar la deuda, Dennis y Lonny finalmente deciden contratar a Stacee Jaxx (Tom Cruise), una famosa estrella de rock se prepara para su último concierto con su banda Arsenal, el cual se realizará en el Bourbon, donde todo comenzó. Al enterarse del próximo concierto de Stacee, Patricia Whitmore (Catherine Zeta-Jones), la religiosamente conservadora esposa del alcalde Mike Whitmore (Bryan Cranston), organiza su iglesia para protestar en frente del Bourbom Room, con la intención de cerrarlo y limpiar a LA de su "Sexo, Drogas y Rock 'n' Roll" ("Hit Me Your Best Shoot").
La relación de Drew y Sherrie progresa y comienza el amor ("Waiting for a Girl Like You"), puesto que Drew le empieza a componer una canción de amor a Sherrie declarándole su amor. En la noche del show, Dennis se entera de que el telonero de Arsenal ha cancelado su aparición y Sherrie le convence para utilizar a Drew y su banda, Wolfgang Von Colt ("More Than Words / Heaven"), en tanto el mánager de Stacee, Paul Gill (Paul Giamatti), programa una entrevista entre Stacee y Constance Sack (Malin Akerman), una reportera de la revista Rolling Stone, antes de su concierto. Ella menciona los rumores de que es difícil trabajar con Stacee y que él fue echado en realidad de Arsenal, pero Jaxx afirma que su vida es mucho más complicada de lo que parece ser ("Wanted Dead or Alive"). Él la seduce, y están cerca de tener sexo ("I Want to Know What Love Is") cuando uno de sus comentarios arrogantes la convence de que sería un error y hace que ella se vaya. Sherrie le lleva una botella de Whisky Escocés a Stacee, pero la botella se rompe. Mientras que Drew está a la espera de salir al escenario, él llega a ver a Sherrie saliendo del camerino y piensa que tuvo sexo con Stacee, lo que le provoca un ataque de ira en su actuación ("I Wanna Rock"). Rompe con ella y se va con Gill después de que él le ofrece hacerlo famoso. Stacee Jaxx más tarde se sube al escenario frente a una multitud extasiada ("Pour Some Sugar on Me"). Sherrie cree que la fama ha cambiado a Drew y renuncia a su puesto de camarera ("Harden My Heart"). Tiene dificultades para encontrar trabajo, entonces Drew se entera, además le pesa, de que deben cambiar su imagen de estrellas de rock a la de unos boy band con el fin de conseguir patrocinadores ("Here I Go Again"). Justicia Charlier (Mary J. Blige), la propietaria de un Strip local llamado "The Venus Club", se convierte en su amiga, lo que le permite trabajar en el club como camarera ("Shadows of the Night / Harden My Heart"). Sin embargo, se le dice que para ganarse respeto y ganar más dinero, tiene que convertirse en una bailarina, algo que Sherrie finalmente hace, mientras que Drew se convierte en un cantante de una banda de boy band ("Any Way You Want It").
Stacee se entera por la revista Rolling Stone de que su mánager Gill había robado el dinero recaudado para salvar el Bourbom Room y le despide debido a su amistad con Dennis. Gill entonces planea ofrecer otro concierto en el Bourbon Room y así introducir la nueva banda de Drew, Guyeezz Z, para obtener beneficios. Sabiendo que Dennis no confiaría en él nunca más, le miente diciéndole que Stacee Jaxx será el que tendrá el concierto. Dennis le cree y se extiende la noticia con el fin de atraer a los aficionados al rock.
Un deprimido Drew visita el letrero de Hollywood, donde encuentra a Sherrie, que le revela que nunca tuvo sexo con Stacee y que va a regresar a Oklahoma. Sherrie lamenta la situación con Drew mientras Stacee se da cuenta de que siente algo por Constance, la reportera.("Every Rose Has Its Thorn"). Él llama a la revista Rolling Stone en un intento de encontrarla, pero el empleado le dice a Stacee que está cubriendo el concierto de Stacee Jaxx en el Bourbom Room. Stacee sorprendido, se precipita al lugar. Drew ha encontrado todos los vinilos robados de Sherrie en la tienda de discos que visitaron la primera vez. Él los vuelve a comprar y se los envía al Strip Club.
Esa noche, antes del show de la banda de Drew en el Bourbon Room, Patricia y su grupo se enfrentan a los entusiastas de Stacee, liderados por Lonny ("We Built This City / Where Not Gonna Take It"). Cuando Stacee llega, parece recordar a Patricia y la saluda como "Patty". Lonny también la reconoce y va a buscar uno de los discos antiguos de Arsenal, exponiendo a la mujer del alcalde como una ex groupie de Arsenal, que posó desnuda para una foto, mostrándola delante de todo el mundo. Stacee entra en el club y se encuentra a Constance confesando su amor por ella. Él devuelve el dinero robado a Dennis, que lo utiliza para pagar los impuestos y salvar el club.
La banda de pop de Drew comienza su show ("Undercover Love"), pero la multitud roquera rechaza su actuación y Drew, instado por Sherrie entre el público, abandona el escenario. Los dos se reconcilian y Drew también rechaza a su representante, proclamando que el Rock 'n' Roll nunca morirá. Sherrie reúne a Wolfgang Von Colt para continuar la actuación, donde Drew interpreta la canción que escribió para ella ("Dont Stop Believin"). Stacee escucha la canción y es conmovido por ella. Ocho meses más tarde, Stacee, quien se ha vuelto a unir a Arsenal, interpreta la canción con Drew y Sherrie, que ahora es parte de Wolfgang Von Colt, en un concierto en el Dodger Stadium frente a una multitud que incluye a Dennis, Lonny, Justice, una embarazada Constance y Patricia, que ha regresado a su personaje roquero.

## Reparto
- Tom Cruise como Stacee Jaxx, el vocalista de Arsenal e ídolo de Drew y Sherrie.
- Julianne Hough como Sherrie Christian, la protagonista femenina que trabaja como camarera en The Bourbon Room, pero quiere ser cantante.
- Diego Boneta como Drew Boley, el protagonista masculino que trabaja como asistente de barman en The Bourbon Room, pero sueña con ser una estrella de rock.
- Russell Brand como Lonny Barnett, el administrador de The Bourbon Room y un amigo cercano (más tarde, el amante) de Dennis.
- Paul Giamatti como Paul Gill, el agente manipulador de Stacee, quien toma la parte como el antagonista en la historia de Drew.
- Catherine Zeta-Jones como Patricia Whitmore, la antagonista principal que quiere cerrar The Bourbon Room... pero que oculta un secreto del que se siente avergonzada.
- Mary J. Blige como Justice Charlier, la dueña de The Venus Club que se hace amiga de Sherrie.
- Malin Åkerman como Constance Sack, una reportera del Rolling Stone que se enamora de Stacee.
- Alec Baldwin como Dennis Dupree, el dueño de The Bourbon Room y un amigo cercano (más tarde, el amante) de Lonny.
- Bryan Cranston como Mike Whitmore, el alcalde de Los Ángeles y el marido de Patricia. El personaje es ficticio, el alcalde de Los Ángeles en 1987 fue Tom Bradley.
- James Martin Kelly como Doug Flintlock, corredor de poder de Los Ángeles, y un antagonista de los que apoya al alcalde Whitmore en el interés de cerrar el Bourbon para construir condominios.
- Will Forte como Mitch Miley, un reportero que cubre las protestas de Patricia.
- Anya Garnis como Destiny, una de las estríperes en The Venus Club.
- Kevin Nash y Tyrese Gibson como guardaespaldas de Stacee Jaxx.

Cameos
- Constantine Maroulis como ejecutivo discográfico.
- Kidus Henok como él mismo en The Venus Club.
- Kevin Cronin de REO Speedwagon, Sebastian Bach de Skid Row, Deborah «Debbie» Gibson, Nuno Bettencourt y Joel Hoekstra de Night Ranger aparecen brevemente como ellos mismos.
- Porcelain Black como una cantante de hair metal.
- Derek Hough como un tipo en The Venus Club.
- T. J. Miller como el recepcionista de la revista Rolling Stone.
- Anne Fletcher
- Eli Roth como Stefano, el director del video musical del grupo Z-Guyeezz.

## Producción

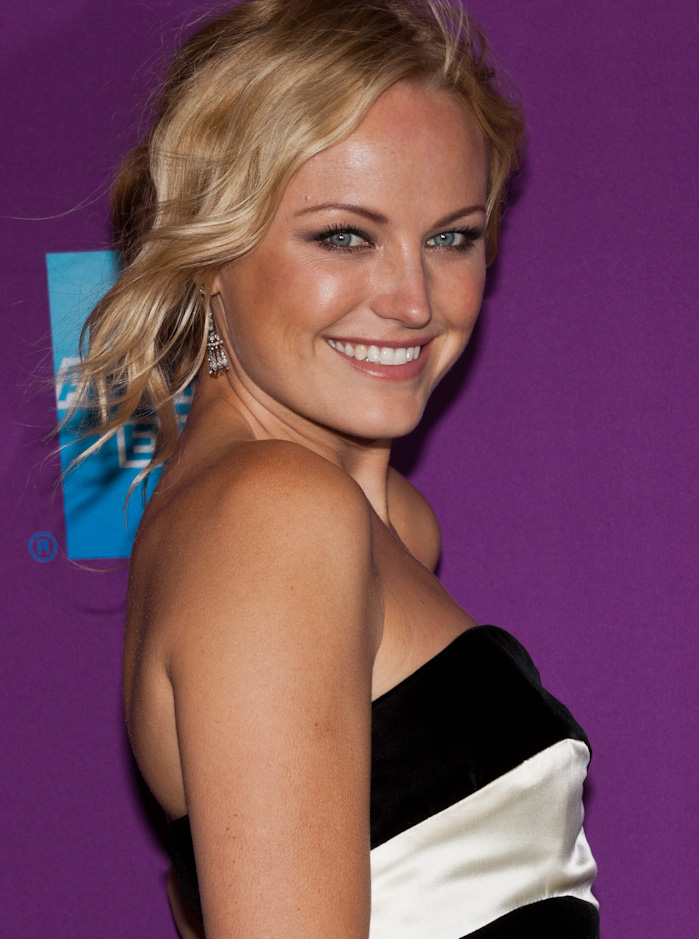
Malin Åkerman

### Primeros pasos
Tras el éxito de la producción original fuera de Broadway, los derechos de la película se vendieron a la Warner Bros. y New Line Cinema.

### Casting
Tom Cruise interpretó a Stacee Jaxx en la película. Shankman sabía que Cruise quedaría seleccionado cuando lo escuchó en la primera visita a su lección de voz, confirmando que «en realidad tiene una voz fantástica». Cruise había estado cantando cinco horas al día para prepararse para su trabajo como el músico Stacee Jaxx. «Es esta mezcla brillante, al parecer, de Axl Rose, Keith Richards y Jim Morrison», dijo Shankman de qué esperar de Cruise. Todos los actores cantan todas sus partes propias de la película. El mismo Cruise le dijo a la revista People Weekly que él siempre había querido aparecer en un musical, sino que, aun así, encontraba aterradora la idea porque no estaba seguro si realmente pudiera llevarlo a cabo. Con La era del rock, le dijo al entrevistador, que había recibido por fin su oportunidad.
El 14 de febrero de 2011, se anunció que Mary J. Blige había firmado para interpretar a Justice Charlier en la película. El 3 de marzo de 2011, se confirmó que Julianne Hough (de la versión de Footloose del 2011) interpretaría el papel de Sherrie, el interés amoroso de Drew. El 6 de marzo de 2011, se confirmó que Alec Baldwin interpretaría el papel de Dennis Dupree en la película. El 24 de marzo de 2011, se anunció que Paul Giamatti estaría en la película, interpretando al agente de Stacee Jaxx.
La estrella de Pretty little liars, Diego Boneta, fue confirmado para interpretar al protagonista masculino, Drew Boley, el 5 de abril de 2011. Como no quería a un actor mayor que actuara como uno de 23, Shankman pensó que era mejor ir a lo más auténtico posible, «y Diego es absolutamente eso. Es un muchacho que vino a Los Ángeles con un sueño y que canta y tiene una voz increíble y conduce. Y también es tan honesto y dulce como lo que puedas hacerle y es auténticamente la edad. Crea un pedazo de algo en la pantalla que no tiene que fabricar». De la audición de Boneta, Shankman dijo: «Es esa sensación que tienes cuando te das cuenta que has descubierto un rayo en una botella. Me recuerda a Zac Efron cuando audicionó para Hairspray, Channing Tatum para Step up y Liam Hemsworth para La última canción. Cuando el hombre entra, ¡el hombre entra!». Shankman también dijo que no sabía que Boneta era una estrella de la música latina hasta después de su audición. «Desde entonces lo he visto en el escenario y en sus conciertos y es totalmente dueño de la habitación», dijo Shankman. Constantine Maroulis (Drew Boley del musical) hizo un cameo en la película como Ricki Lake lo hizo para Hairspray. El 13 de abril, Russell Brand fue confirmado para representar a Lonny. Tanto Anne Hathaway como Amy Adams se negaron a interpretar a una periodista que entrevista a Jaxx durante la canción «Wanted dead or alive» y es fácilmente seducida por él. Ambas declinaron debido a conflictos de programación, con Hathaway en el rodaje de The dark knight rises y Adams rodando El hombre de acero. Catherine Zeta-Jones se unió al elenco el 20 de abril e interpretó a un personaje original agregado a la línea de la historia. El personaje sin nombre que se describe como «la villana de la película» que «quiere acabar con el rocanrol en la gran ciudad de Los Ángeles». El 1 de mayo, Bryan Cranston se unió al reparto como el alcalde de Los Ángeles, que es el marido del personaje que hace Catherine Zeta-Jones, y Malin Åkerman completó el elenco cuando se integró el 3 de mayo de 2011, tomando el papel ofrecido inicialmente a Hathaway y a Adams.
La cantante Porcelain Black hizo un cameo en la película, interpretando a una cantante de hair metal de los 80. Ella interpretó una de las pistas individuales originales de la película, «Rock angels». «Rock angels» fue escrita y compuesta por Adam Anders y Desmond Child. El luchador profesional Kevin Nash interpretó al guardaespaldas de Stacee.

### Rodaje
El rodaje comenzó en Revolution Live, una pequeña sala de conciertos en Fort Lauderdale, Florida. También hubo filmación en un Boomers de Dania Beach. El 18 de julio, el rodaje tuvo lugar en el Hard Rock Casino en Hollywood, Florida, para una escena de concierto con «Don't stop believin'» y «Wanted dead or alive».
En junio de 2011, un total de seis cuadras de la sección de la calle 14 N.W. en la avenida North Miami en el centro de Miami fue decorado como una versión del set de los 80 de la franja Sunset de Hollywood, California completa con el Whisky a Go Go, Frederick's of Hollywood, Tower Records, Angelyne Billboard, junto con otros puntos de interés.

## Números musicales
1. «Sister christian» / «Just like paradise» / «Nothin' but a good time» – Sherrie, Drew, Lonny, Dennis
2. «Juke box hero» / «I love rock 'n' roll» – Drew, Dennis, Lonny, Sherrie
3. «Hit me with your best shot» – Patricia
4. «Waiting for a girl like you» – Drew, Sherrie
5. «More than words" / «Heaven» – Sherrie, Drew
6. «Wanted dead or alive» – Stacee, Sherrie
7. «I want to know what love is» – Stacee, Constance
8. «I wanna rock» – Drew
9. «Pour some sugar on me» – Stacee
10. «Harden my heart» – Sherrie, Justice
11. «Shadows of the night» / «Harden my heart» – Justice, Sherrie
12. «Here I go again» – Drew, Paul, Sherrie, Justice, Stacee
13. «Can't fight this feeling» – Lonny, Dennis
14. «Any way you want it» – Justice, Record executive, Sherrie
15. «Undercover love» – Drew
16. «Every rose has its thorn» – Sherrie, Drew, Stacee, Justice
17. «We built this city» / «We're not gonna take it» – Lonny, Patricia
18. «Don't stop believin'» - Sherrie, Drew, Stacee, Dennis, Lonny, Justice
19. «Paradise city» (créditos finales) - Tom Cruise
20. «Rock you like a hurricane» (créditos finales) – Julianne Hough, Tom Cruise

Otras canciones aparecen en la película cantadas por los artistas originales. Estas no aparecen en la banda sonora oficial:
- «I remember you» por Skid Row
- «Everybody wants some!!» por Van Halen
- «Rock of ages» por Def Leppard
- «Bringin' on the heartbreak» por Def Leppard
- «Talk dirty to me» por Poison
- «No one like you» por Scorpions
- «Cum on feel the noize» por Quiet Riot

## Estreno
La película es distribuida por New Line Cinema bajo la norma de la Warner Bros. y fue estrenada en cines el 15 de junio de 2012.

## Recepción

### Respuesta de la crítica
La película ha recibido comentarios mixtos de los críticos. En la actualidad, la película tiene una aprobación del 40% en Rotten Tomatoes basada en 174 comentarios y un índice del 45% de los críticos oficiales basado en 40 comentarios, pero tiene un 64% del índice de audiencia al que le gustó basado en 34 195 comentarios. El consenso de la crítica dice: «Su exuberante tontería es casi suficiente para compensar su absoluta inconsecuencia, pero La era del rock en última instancia, es demasiado blanda y demasiado larga para justificar su viaje a la gran pantalla».
Sin embargo, la mayoría de los críticos apreciaron la actuación de Tom Cruise como Stacee Jaxx. Por ejemplo, el crítico de cine de la revista Rolling Stone, Peter Travers, escribió: «La era del rock es muy divertida a pesar de su terrible guion, pistas blandas y horribles pelucas, sobre todo gracias a la actuación de Tom Cruise como el roquero ficticio de hair metal, Stacee Jaxx».

### Taquilla
En su primer fin de semana en los cines, la película recaudó $14 437 269, ocupando el tercer lugar, detrás de los vestigios de la semana anterior: Madagascar 3: los fugitivos y Prometeo. A la película, sin embargo, le fue mejor que a la otra debutante That's My Boy.
Aunque recaudó mucho menos de lo esperado, la película se ubicó en el sexto lugar de los musicales que más han ganado y el tercero de todos los tiempos para una adaptación de una producción teatral.

## Banda sonora
La portada y la lista de canciones de la banda sonora fue confirmada por la revista Entertainment Weekly el 30 de abril de 2012. La banda sonora fue lanzada el 5 de junio de 2012.
| Banda sonora original |                                                                   | |                                                                                      |          |  |
| N.º                   | Título                                                            | Escritor(es)                                                                                                   | Intérprete(s)                                                                        | Duración |  |
| 1.                    | «Paradise city»                                                   | Steven Adler, Saul Hudson, Duff McKagan, Axl Rose, Izzy Stradlin                                               | Tom Cruise                                                                           | 3:43     |  |
| 2.                    | «Sister christian / Just like paradise / Nothin' but a good time» | Bobby Dall, Bruce Anthony Johannesson, Kelly Keagy, Bret Michaels, Rikki Rockett, David Lee Roth, Brett Tuggle | Alec Baldwin, Diego Boneta, Russell Brand, Julianne Hough                            | 5:41     |  |
| 3.                    | «Juke box hero / I love rock 'n' roll»                            | Lou Gramm, Jake Hooker, Mick Jones, Alan Merrill                                                               | Alec Baldwin, Diego Boneta, Russell Brand, Julianne Hough                            | 2:23     |  |
| 4.                    | «Hit me with your best shot»                                      | Eddie Schwartz                                                                                                 | Catherine Zeta-Jones                                                                 | 2:28     |  |
| 5.                    | «Waiting for a girl like you»                                     | Lou Gramm, Mick Jones                                                                                          | Diego Boneta, Julianne Hough                                                         | 3:24     |  |
| 6.                    | «More than words / Heaven»                                        | Nuno Bettencourt, Gary Cherone, Jani Lane                                                                      | Diego Boneta, Julianne Hough                                                         | 3:08     |  |
| 7.                    | «Wanted dead or alive»                                            | Jon Bon Jovi, Richie Sambora                                                                                   | Tom Cruise, Julianne Hough                                                           | 4:19     |  |
| 8.                    | «I want to know what love is»                                     | Mick Jones | Malin Åkerman, Tom Cruise                                                            | 3:32     |  |
| 9.                    | «I wanna rock»                                                    | Daniel Dee Snider                                                                                              | Diego Boneta                                                                         | 2:26     |  |
| 10.                   | «Pour some sugar on me»                                           | Rick Allen, Steve Clark, Phil Collen, Joe Elliott, Robert John "Mutt" Lange, Rick Savage                       | Tom Cruise                                                                           | 3:13     |  |
| 11.                   | «Harden my heart»                                                 | Marvin Ross | Mary J. Blige, Julianne Hough                                                        | 2:40     |  |
| 12.                   | «Shadows of the night / Harden my heart»                          | D.L. Byron, Marvin Ross                                                                                        | Mary J. Blige, Julianne Hough                                                        | 1:57     |  |
| 13.                   | «Here I go again»                                                 | David Coverdale, Bernie Marsden                                                                                | Mary J. Blige, Diego Boneta, Tom Cruise, Paul Giamatti, Julianne Hough               | 3:07     |  |
| 14.                   | «Can't fight this feeling»                                        | Kevin Cronin                                                                                                   | Alec Baldwin, Russell Brand                                                          | 3:05     |  |
| 15.                   | «Any way you want it»                                             | Steve Perry, Neal Schon                                                                                        | Mary J. Blige, Julianne Hough, Constantine Maroulis                                  | 2:31     |  |
| 16.                   | «Undercover love»                                                 | Adam Anders, Peer Astrom, Savan Kotecha                                                                        | Diego Boneta                                                                         | 3:06     |  |
| 17.                   | «Every rose has its thorn»                                        | Bobby Dall, Bruce Anthony Johannesson, Bret Michaels, Rikki Rockett                                            | Mary J. Blige, Diego Boneta, Tom Cruise, Julianne Hough                              | 2:57     |  |
| 18.                   | «Rock you like a hurricane»                                       | Klaus Meine, Herman Rarebell, Rudolf Schenker                                                                  | Tom Cruise, Julianne Hough                                                           | 2:40     |  |
| 19.                   | «We built this city / We're not gonna take it»                    | Dennis Lambert, Martin George Page, Daniel Dee Snider, Bernie Taupin, Peter Wolf                               | Russell Brand, Catherine Zeta-Jones                                                  | 2:18     |  |
| 20.                   | «Don't stop believin'»                                            | Jonathan Cain, Steve Perry, Neal Schon                                                                         | Alec Baldwin, Mary J. Blige, Diego Boneta, Russell Brand, Tom Cruise, Julianne Hough | 4:10     |  |
| 59:24                 |                                                                   | |                                                                                      |          |  |